# Haus Velmede
Das Haus Velmede ist ein Rittergut und ehemalige Burganlage südwestlich des Stadtteils Weddinghofen der Stadt Bergkamen im Kreis Unna in Nordrhein-Westfalen am Spulbach.

## Geschichte
Die Herren von Velmede sind ab 1260 in der historischen Überlieferung nachweisbar. Sie waren Burgmannen zu Kamen und damit Lehnsmänner der Grafen von der Mark. 1294 tauschte Graf Eberhard I. von der Mark das Haus Velmede vom Kloster Cappenberg ein. Das Haus Velmede ging danach durch Erbtöchter zuerst vor 1392 an die von Boenen und 1514 an die von der Hege. Wiederum durch Erbtöchter kam es 1597 an die von Oeynhausen und kurz darauf an die von Bodelschwingh, denen es heute noch gehört.

## Beschreibung
Die Gestalt der ursprünglichen, wohl 1260 entstandenen Anlage ist unbekannt. Das heutige Herrenhaus stammt aus dem Jahr 1849 und ist ein einfacher Backsteinbau mit Werksteinverzierungen und Satteldach. Die im 19. Jahrhundert noch im Bereich der südlich gelegenen Vorburg bestehende Gräfte ist nur noch rudimentär erhalten, ebenso sind die zu dieser Zeit existierenden Wirtschaftsgebäude durch modernere ersetzt worden.